# Хайнрих фон Гутенщайн
Хайнрих фон Гутенщайн (на немски: Heinrich von Guttenstein; * 15 век; † 16 век) е барон от бохемския род Гутенщайн-Вртба, господар на Шварценбург-Рьоц-Валдмюнхен в Бавария.
През 1505 г. Хайнрих фон Гутенщайн дава права на град на Рьоц. Хайнрих фон Гутенщайн купува през 1505 г. замък Шварценбург от роднината си Хайнрих фон Плауен (1453 – 1519), бургграфът на Майсен. Той употребява често силния замък за своите крадливи походи и през 1509 г. Швабският съюз решава да тръгне срещу него. През октомври 1509 г. и 1510 г. той продава цялото си господство Шварценбург-Рьоц-Валдмюнхен за 41 000 гулден на курфюрст Лудвиг V фон Пфалц и брат му Фридрих II преди да се стигне до обсада на замък Шварценбург от съюза.

## Фамилия
Хайнрих фон Гутенщайн се жени пр. 1495 г. за Урсула фон Кастел (* 25 май 1472; † 1527), дъщеря на Фридрих IV фон Кастел († 1498) и Елизабет фон Райтценщайн († 1498/1502), дъщеря на Томас III фон Райтценщайн († 1465) и Елизабет фон Люхау († 1453).